# Ross Morrison MacDonald
Ross Morrison MacDonald, kanadski letalski častnik, vojaški pilot in letalski as, * 3. januar 1889, Winnipeg, Manitoba, † 29. avgust 1960.
Nadporočnik MacDonald je v svoji vojaški službi dosegel 5 zračnih zmag.

## Življenjepis
Sprva je služil v 79. bataljonu Cameron Highlanders, nato pa je bil februarja 1917 premeščen k Kraljevemu letalskemu korpusu.
Že naslednji mesec se je pridružil 15. eskadronu kot opazovalec. Zaradi izjemnih zaslug je bil večkrat omenjen in pohvaljen.
Leta 1918 je končal pilotsko usposabljanje in bil premeščen k 87. eskadronu kot pilot Sopwith Dolphina. 29. septembra istega leta je bil sestreljen in postal je vojni ujetnik.

## Napredovanja
- poročnik (1. september 1916)